# البحيرة الجنوبية (نيويورك)
البحيرة الجنوبية، هي بحيرة في ولاية أتويل ، نيويورك وهي منبع من الفرع الجنوبي للنهر الأسود. البحيرة الجنوبية هي واحدة من العديد من البحيرات في مقاطعة هيركيمير التي تحتوي على حمض عالي، وبالتالي فهي ليست منتجة كبيرة للأسماك. وأنواع الأسماك الموجودة هي سمك السلمون المرقط وسمك السلمون غير الساحلي. يلزم وجود قارب أو زورق التجديف أو زورق آلي للوصول إلى البحيرة. البحيرة هي بحيرة سمك السلمون المخصصة لذلك لا يسمح بالصيد على الجليد.